# Alejandro Camargo
Alejandro Maximiliano Camargo Osses (Guaymallén, 12 luglio 1989) è un calciatore argentino naturalizzato cileno, centrocampista del Coquimbo Unido.